# فحص مجهري بالساحة المظلمة
الفحص المجهري بالساحة المظلمة (بالإنجليزية: Dark-field microscopy)‏ هيَ طَريقة مجهرية في كِل من المجهر الضوئي وَالمجهر الإلكتروني، حيثُ يتم استثناء الأشعة غير المبعثرة من الصُورة، لِذلك يظهر المَجال حول العَينة (حيثُ لا يوجد عينة لبعثرة الأشعة) بشكلٍ داكن.